# Gesetz über Gerichtskosten in Familiensachen
Das deutsche Gesetz über Gerichtskosten in Familiensachen, abgekürzt FamGKG, regelt die Kostenfestsetzung in familienrechtlichen Verfahren. Zusammen mit dem Gesetz über das Verfahren in Familiensachen und in den Angelegenheiten der freiwilligen Gerichtsbarkeit (FamFG) ist es am 1. September 2009 in Kraft getreten. Es löste die kostenrechtlichen Regelungen u. a. im Gerichtskostengesetz (GKG) und in der Kostenordnung (KostO) ab.

## Gliederung
Abschnitt 1 – Allgemeine Vorschriften (§§ 1 bis 8)
Abschnitt 2 – Fälligkeit (§§ 9 bis 11)
Abschnitt 3 – Vorschuss und Vorauszahlung (§§ 12 bis 17)
Abschnitt 4 – Kostenansatz (§§ 18 bis 20)
Abschnitt 5 – Kostenhaftung (§§ 21 bis 27)
Abschnitt 6 – Gebührenvorschriften (§§ 28 bis 32)
Abschnitt 7 – Wertvorschriften
1. Unterabschnitt – Allgemeine Wertvorschriften (§§ 33 bis 42)
2. Unterabschnitt – Besondere Wertvorschriften (§§ 43 bis 52)
3. Unterabschnitt – Wertfestsetzung (§§ 53 bis 56)

Abschnitt 8 – Erinnerung und Beschwerde (§§ 57 bis 61)
Abschnitt 9 – Schluss- und Übergangsvorschriften (§§ 62 bis 64)
Anlagen 1 und 2